# Andrea Re
Andrea Re (* 15. November 1963 in Pavia) ist ein ehemaliger italienischer Leichtgewichts-Ruderer, der zwischen 1984 und 1995 elf Weltmeisterschaftsmedaillen, davon acht Goldmedaillen, gewann.

## Sportliche Karriere
Re belegte bei den Weltmeisterschaften 1983 den sechsten Platz mit dem Leichtgewichts-Vierer ohne Steuermann. 1984 wechselte er in den Leichtgewichts-Achter, der bei den Weltmeisterschaften 1984 die Silbermedaille hinter dem dänischen Boot gewann.
Von 1985 bis 1991 gewann der italienische Leichtgewichts-Achter sieben Weltmeistertitel in Folge, wobei lediglich Andrea Re und Fabrizio Ravasi bei allen Erfolgen dabei waren. Die Serie endete bei den Weltmeisterschaften 1992, als der italienische Achter den fünften Platz belegte. 1993 und 1994 folgten zwei Bronzemedaillen. 1995 wechselte Andrea Re in die olympische Bootsklasse Leichtgewichts-Vierer ohne Steuermann und gewann hier seinen achten Weltmeistertitel.
Bei der olympischen Premiere des Leichtgewichts-Ruderns 1996 in Atlanta trat der italienische Vierer in der Weltmeister-Besetzung an, verpasste aber den Einzug in das A-Finale und belegte in der Gesamtwertung den achten Platz. Bei den Weltmeisterschaften 1997 belegte Andrea Re mit dem Vierer noch einmal den vierten Platz.
Andrea Re hatte bei einer Körpergröße von 1,85 Metern ein für Leichtgewichte typisches Wettkampfgewicht von etwa 73 Kilogramm.

## Medaillen bei Weltmeisterschaften
- WM 1984: 2. Platz im Leichtgewichts-Achter (Fabrizio Ravasi, Michele Savoia, Vittorio Torcellan, Salvatore Orlando, Stefano Spremberg, Paolo Marostica, Andrea Re, Pasquale Marigliano und Steuermann Massimo Di Deco)
- WM 1985: 1. Platz im Leichtgewichts-Achter (Maurizio Losi, Michele Savoia, Vittorio Torcellan, Massimo Lana, Stefano Spremberg, Paolo Marostica, Andrea Re, Fabrizio Ravasi und Steuermann Massimo Di Deco)
- WM 1986: 1. Platz im Leichtgewichts-Achter (Maurizio Losi, Michele Savoia, Vittorio Torcellan, Massimo Lana, Stefano Spremberg, Carlo Gaddi, Andrea Re, Fabrizio Ravasi und Steuermann Massimo Di Deco)
- WM 1987: 1. Platz im Leichtgewichts-Achter (Maurizio Losi, Alfredo Striani, Vittorio Torcellan, Massimo Lana, Stefano Spremberg, Carlo Gaddi, Andrea Re, Fabrizio Ravasi und Steuermann Sebastiano Zanetti)
- WM 1988: 1. Platz im Leichtgewichts-Achter (Alfredo Striani, Andrea Re, Stefano Spremberg, Maurizio Losi, Fabrizio Ravasi, Enrico Barbaranelli, Sabino Bellomo, Vittorio Torcellan und Steuermann Luigi Velotti)
- WM 1989: 1. Platz im Leichtgewichts-Achter (Enrico Barbaranelli, Roberto Romanini, Franco Falossi, Danilo Fraquelli, Vittorio Torcellan, Carlo Gaddi, Andrea Re, Fabrizio Ravasi und Steuermann Giuseppe Lamberti)
- WM 1990: 1. Platz im Leichtgewichts-Achter (Enrico Barbaranelli, Franco Falossi, Carlo Gaddi, Fabrizio Ranieri, Fabrizio Ravasi, Andrea Re, Roberto Romanini, Alfredo Striani und Steuermann Giuseppe Lamberti)
- WM 1991: 1. Platz im Leichtgewichts-Achter (Enrico Barbaranelli, Domenico Cantoni, Carlo Gaddi, Pasquale Marigliano, Fabrizio Ranieri, Fabrizio Ravasi, Andrea Re, Roberto Romanini und Steuermann Gaetano Iannuzzi)
- WM 1993: 3. Platz im Leichtgewichts-Achter (Enrico Barbaranelli, Carlo Gaddi, Carlo Grande, Pasquale Marigliano, Leonardo Pettinari, Paolo Ramoni, Fabrizio Ranieri, Andrea Re und Steuermann Gaetano Iannuzzi)
- WM 1994: 3. Platz im Leichtgewichts-Achter (Salvatore Amitrano, Enrico Barbaranelli, Massimiliano Faraci, Pasquale Marigliano, Fabrizio Ravasi, Andrea Re, Roberto Romanini, Carmine Somma und Steuermann Gaetano Iannuzzi)
- WM 1995: 1. Platz im Leichtgewichts-Vierer ohne Steuermann (Carlo Gaddi, Leonardo Pettinari, Andrea Re, Ivano Zasio)